# Lamyropsis
Lamyropsis es un género  de plantas fanerógamas perteneciente a la familia de las asteráceas. Comprende 8 especies descritas y de estas, solo 3 aceptadas.

## Taxonomía
El género fue descrito por M.Dittrich y publicado en Candollea 26: 98. 1971.

## Especies
- Lamyropsis cynaroides (Lam.) Dittrich
- Lamyropsis macracantha (Schrenk) Dittrich
- Lamyropsis microcephala (Moris) Dittrich & Greuter